# Liste de l'observatoire mondial des monuments (2018)
Pour les articles homonymes, voir Liste de l'observatoire mondial des monuments.
Cet article recense les sites concernés par l'observatoire mondial des monuments en 2018.

## Généralités
L'observatoire mondial des monuments (World Monuments Watch en anglais) est le programme principal du Fonds mondial pour les monuments (World Monuments Fund), une organisation non gouvernementale à but non lucratif basée à New York, aux États-Unis. Cet observatoire a pour but d'identifier et de préserver les biens culturels importants en danger.
La liste 2018 est publiée le 15 octobre 2017. Elle comprend 25 sites répartis sur 22 pays (Antigua-et-Barbuda, Australie, Chili, Chine, Égypte, Égypte, Espagne, États-Unis, États-Unis, France, Inde, Irak, Israël, Italie, Japon, Maroc, Nigéria, Pakistan, Pérou, Royaume-Uni, Syrie, Thaïlande, Yémen, Zimbabwe) et une région (mer des Caraïbes et Mexique).

## Liste
| Site                                           | Lieu                    | Pays                      | Photo |
| ---------------------------------------------- | ----------------------- | ------------------------- | ----- |
| Maison du gouverneur (en)                      | Saint John's            | Antigua-et-Barbuda        |       |
| Sirius building (en)                           | Sydney                  | Australie                 |       |
| Ramal Talca-Constitución (en)                  | Province de Talca       | Chili                     |       |
| Grand théâtre, palais du prince Gong           | Pékin                   | Chine                     |       |
| Synagogue Éliyahu Hanavi                       | Alexandrie              | Égypte                    |       |
| Takiyyat Ibrahim al-Gulshani                   | Le Caire                | Égypte                    |       |
| Tebaida leonesa (es)                           | Bierzo                  | Espagne                   |       |
| Sites des droits civiques en Alabama           | Alabama                 | États-Unis                |       |
| Buffalo Central Terminal                       | Buffalo                 | États-Unis                |       |
| Potager du roi                                 | Versailles              | France                    |       |
| Architecture post-indépendance de Delhi        | Delhi                   | Inde                      |       |
| Minaret de la grande mosquée al-Nouri          | Mossoul                 | Irak                      |       |
| Lifta                                          | Jérusalem               | Israël                    |       |
| Amatrice                                       | Amatrice                | Italie                    |       |
| Gymnase préfectural de Kagawa                  | Takamatsu               | Japon                     |       |
| Quartier juif d'Essaouira                      | Essaouira               | Maroc                     |       |
| Sites des catastrophes naturelles des Caraïbes |                         | Mer des Caraïbes, Mexique |       |
| Paysage culturel de Sukur                      | Madagali                | Nigeria                   |       |
| Karachi historique                             | Karachi                 | Pakistan                  |       |
| Cerro de Oro                                   | Province de Cañete      | Pérou                     |       |
| Jetées de Blackpool                            | Blackpool               | Royaume-Uni               |       |
| Souk d'Alep                                    | Alep                    | Syrie                     |       |
| Chao Phraya                                    | Bangkok                 | Thaïlande                 |       |
| Vieille ville de Ta'izz                        | Ta'izz                  | Yémen                     |       |
| Paysage culturel des monts Matobo              | Matabeleland méridional | Zimbabwe                  |       |